# Zesticelus bathybius
Zesticelus bathybius és una espècie de peix pertanyent a la família dels còtids.

## Descripció
- Fa 4,7 cm de llargària màxima.[6][7]

## Hàbitat
És un peix marí i batidemersal que viu entre 700 i 1.270 m de fondària.

## Distribució geogràfica
Es troba al Pacífic nord-occidental: el Japó.

## Observacions
És inofensiu per als humans.